# Patrik Klüft
Arne Patrik Klüft (rodno ime Arne Patrik Kristiansson) (Göteborg, 3. lipnja 1977.), švedski atletičar, glavna mu je disciplina skok s motkom.
Postao je zapažen 1998. godine, kada je postavio novi švedski rekord s 5,77 metara. 2001. godine je skočio 5,83, a sljedeće godine 5,85. Njegov najveći uspjeh je brončana medalje na Svjetskome prvenstvu u  Parizu 2003. godine.
Ostali uspjesi uključuju srebro na Europskome prvenstvu u  Beču 2003. godine, srebro na Svjetskom juniorskom prvenstvu 1996. u Sydneyu, tri švedska rekorda, četvrto mjesto na Europskom prvenstvu u Münchenu, kao i osvojena četiri nacionalna prvenstva (1998., 2001., 2002., 2003 ).
Najbolji mu je rezultat 5,85 metara koje je preskočio dva puta 2002. godine.
Trenutno živi u gradu Karlskrona sa suprugom Carolinom Klüft.

## Vanjske poveznice
- Iaaf-ov profila Patrika Klüfta
- Službena stranica Patrika Klufta  Arhivirana inačica izvorne stranice od 3. studenoga 2007. (Wayback Machine)